# 大和繪

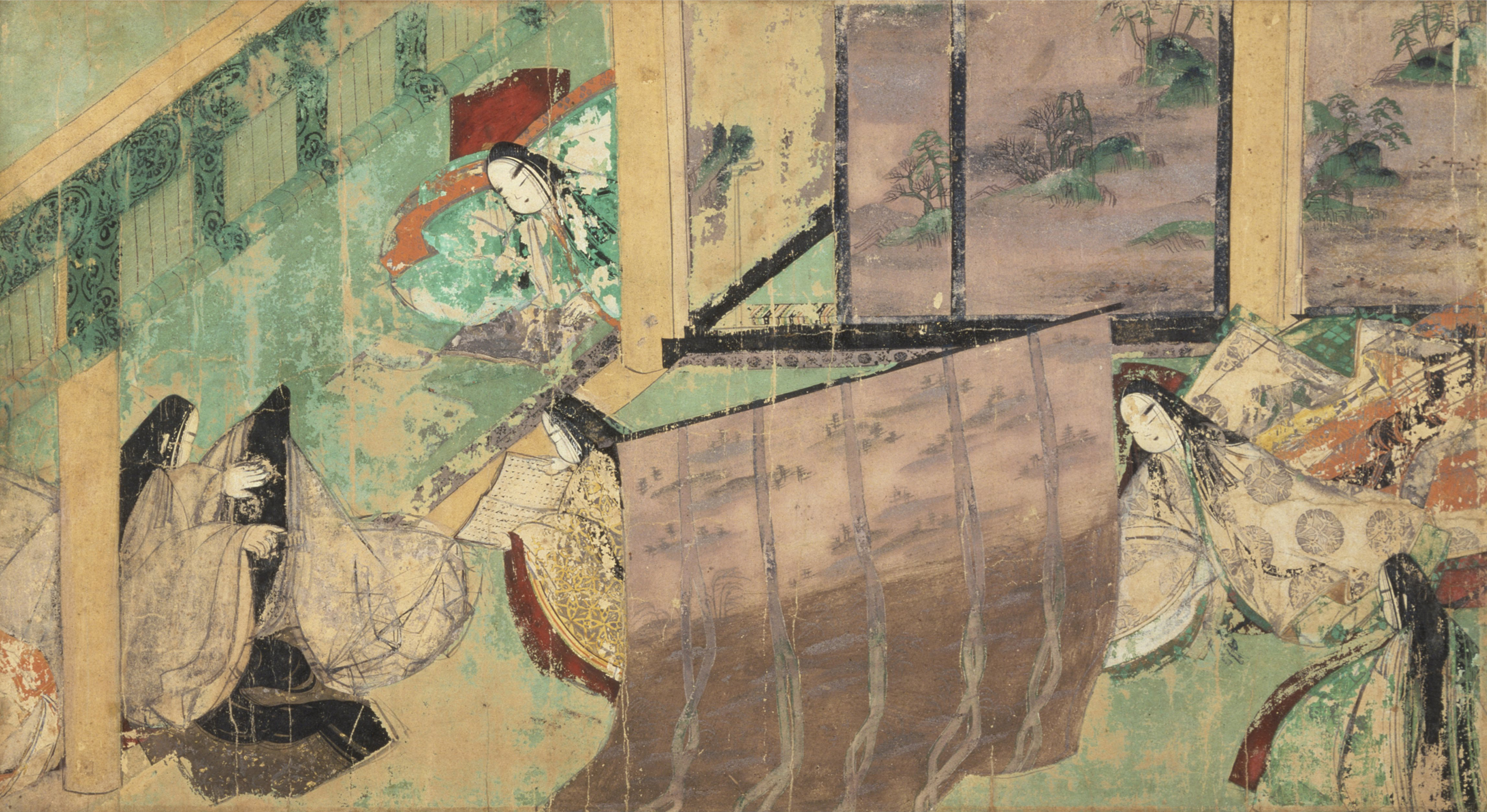
源氏物語繪卷（東屋）德川美術館藏

大和繪（やまとえ）是日本繪畫的樣式概念之一。平安時代，國風文化時期發達的日本風的繪畫，以日本的故事、人物、事物、風景為主題的繪畫。也寫作「倭繪」「和繪」等。以源氏物語繪卷等繪卷物為典型。被土佐派等流派繼承，影響近代、現代的日本畫。

## 歷史

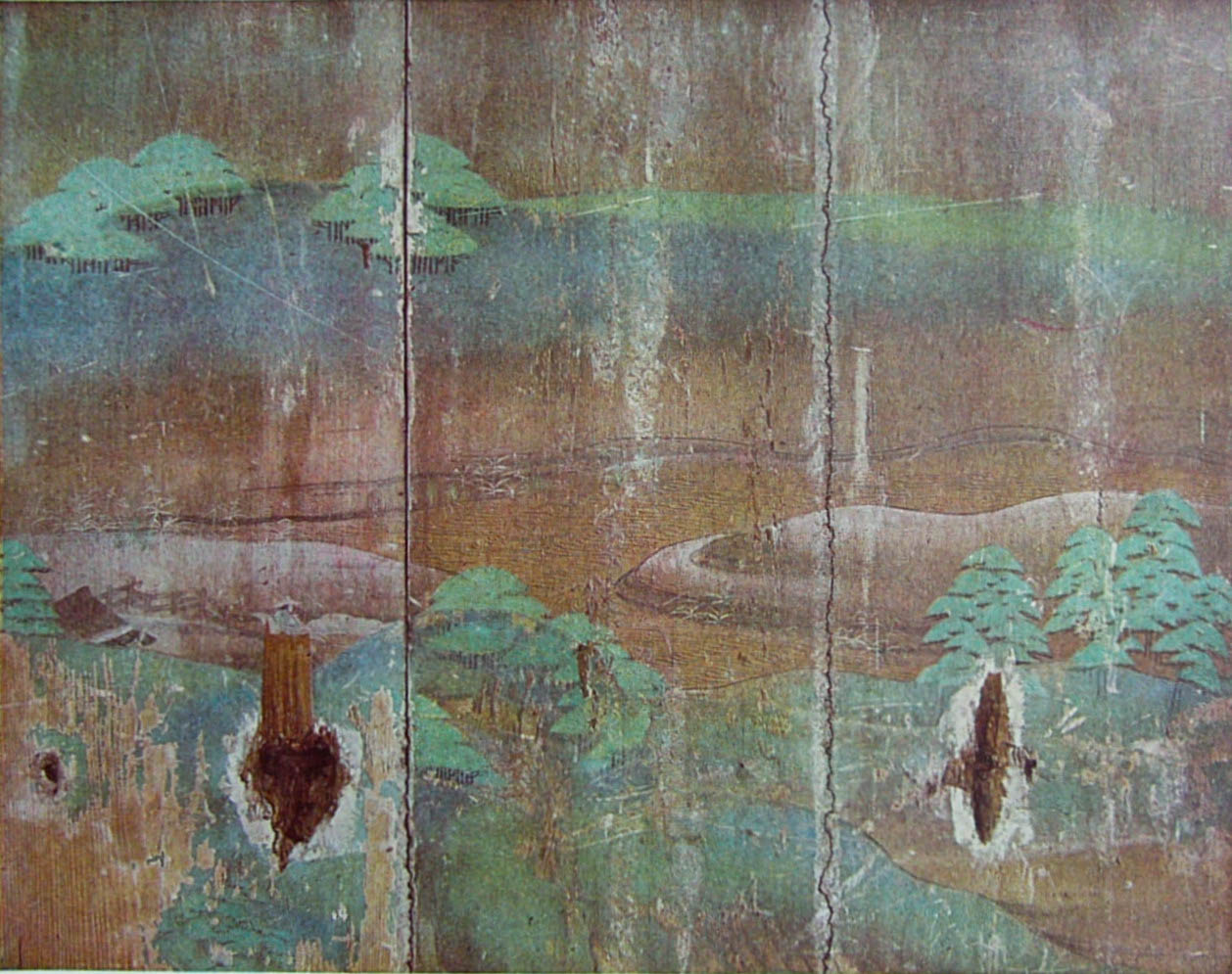
平等院　中品上生　東扉

894年，日本廢止遣唐使。10世紀，擺脱唐的影響，國風文化興盛發展，大和繪也在此時出現。10世紀末～11世紀初成立的『源氏物語』「繪合」之卷中，有『竹取物語』『宇津保物語』『伊勢物語』等物語繪登場。
平安時代前期～中期的大和繪的繪師有巨勢派的巨勢金岡和其子巨勢相覽、飛鳥部常則等人，但是，目前不存這些繪師的確定作品。
現存的平安時代大和繪遺品主要是繪卷物。有四大繪卷之稱的『源氏物語繪卷』『伴大納言繪詞』『信貴山緣起』『鳥獸人物戲畫』都在平安時代末期12世紀製作（『鳥獸人物戲畫』4卷中的2卷是鎌倉時代製作）。
代表作
- 山水屏風 - 京都國立博物館藏、國寶。

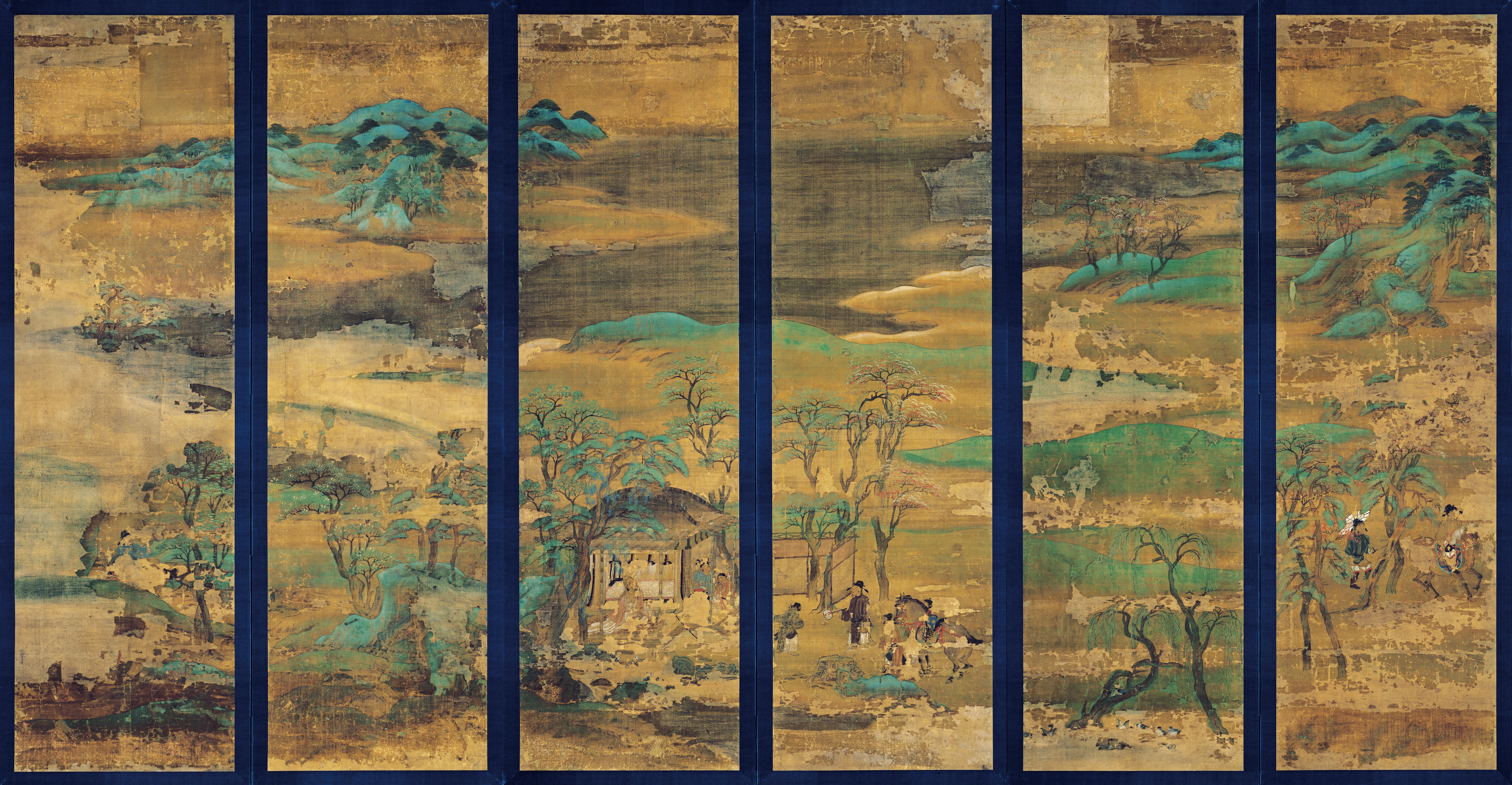
山水屏風　舊東寺

- 聖德太子繪傳 - 東京國立博物館藏（法隆寺獻納寶物）、國寶。
- 平等院鳳凰堂壁扉畫 - 京都・平等院藏、國寶。
- 源氏物語繪卷 - 德川美術館、五島美術館藏、國寶。
- 伴大納言繪詞 - 出光美術館藏、國寶。
- 信貴山緣起 - 奈良・朝護孫子寺藏、國寶。
- 鳥獸人物戲畫 - 京都・高山寺藏、國寶。
- 扇面古寫經 - 大阪・四天王寺等分藏、國寶・重文。

## 關連項目
- 日本美術史
- 復古大和繪派